# Mupperg
Mupperg im Sonneberger Unterland ist ein Ortsteil der Gemeinde Föritztal im Landkreis Sonneberg in Thüringen.

## Lage
Mupperg liegt im Südwesten des Gemeindegebietes und mit seiner südlichen Gemarkungsgrenze direkt an der Grenze zu Bayern. Die Dorfkirche befindet sich ortsbildprägend in der Mitte des Dorfes. Ackerbaulich befindet sich das Land in der Oberlinder Ebene. Durch das Dorf fließt die Steinach. Die Kreisstraße 27 erfasst den Ort verkehrsmäßig.

## Geschichte
Mupperg wurde erstmals am 17. September 1114 urkundlich erwähnt.
Am 1. Juli 1950 wurden die bis dahin eigenständigen Gemeinden Mogger und Oerlsdorf nach Mupperg eingegliedert.
Der landwirtschaftlich geprägte Ort entschied sich nach 1990 für den Bau eines Gewerbegebietes. Es besteht ein Kindergarten. Die Kirchengemeinde, die Freiwillige Feuerwehr und der Sportverein SV 1920 Mupperg gestalten das Leben im Dorf mit.

## Sehenswürdigkeiten
- Heilig-Geist-Kirche, 1722 geweiht
- Schloss Mupperg, Barockschloss von 1750

## Persönlichkeiten
- Hermann von Berg (* 29. März 1933 in Mupperg; † 21. März 2019), Publizist und Geheimdiplomat der DDR und Agent der DDR-Staatssicherheit
- Ute Zehlen (* 4. August 1943 in Mupperg), Theaterschauspielerin

## Dialekt
In Mupperg wird Itzgründisch, ein mainfränkischer Dialekt, gesprochen.